# Santa-Marta-Sittich
Der Santa-Marta-Sittich oder Santa-Marta-Rotschwanzsittich (Pyrrhura viridicata) ist eine von 23 Arten aus der Gattung Rotschwanzsittiche (Pyrrhura).

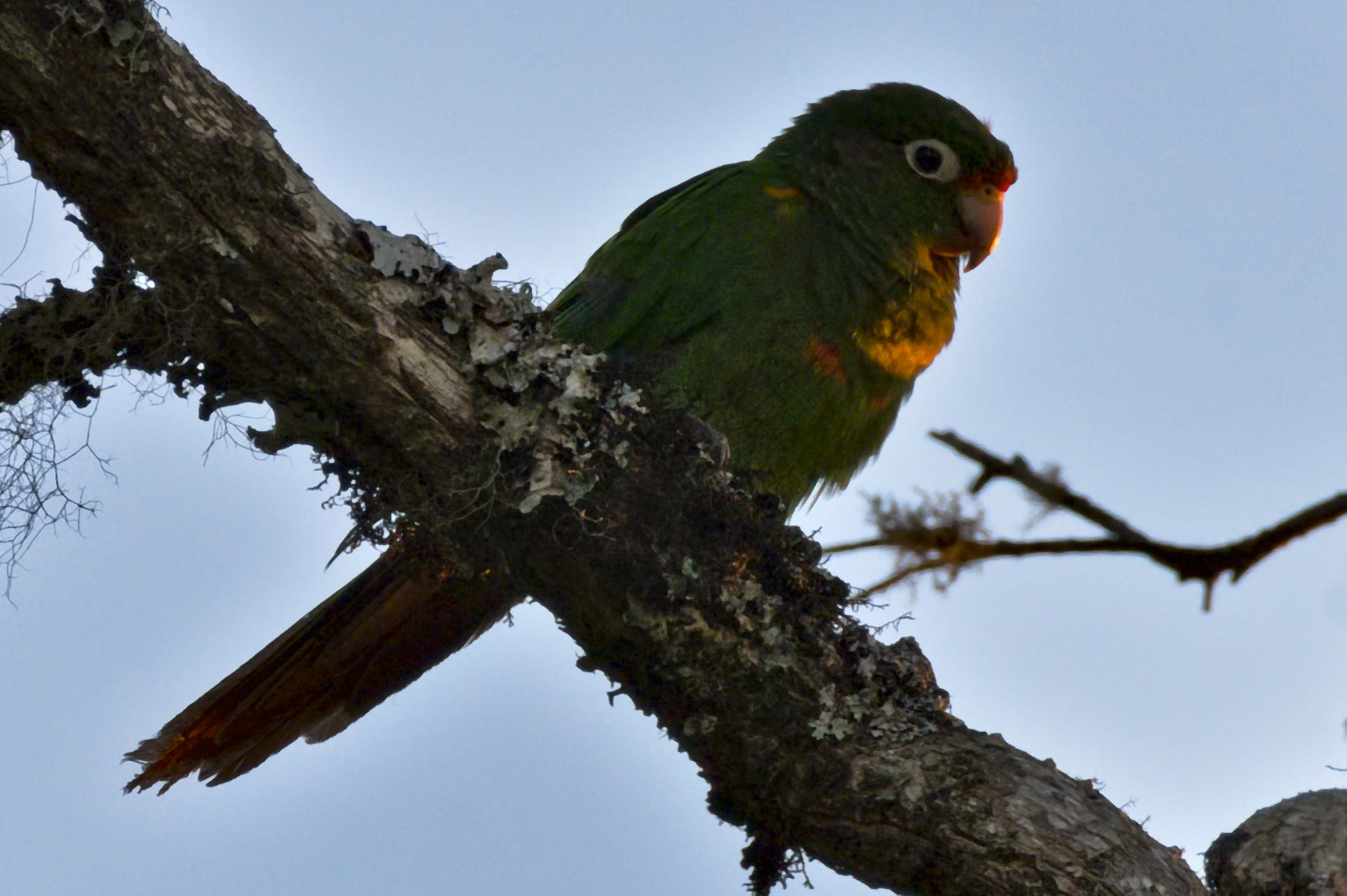
Santa-Marta-Rotschwanzsittich

## Beschreibung
Santa-Marta-Rotschwanzsittiche sind ungefähr 25 cm lang. Weibchen wie Männchen sind rot gefärbt, die Vorderstirn ist rot, die Ohrendecken sind purpurbräunlich, der übrige Kopf ist grün. Die seitlichen Federn an Nacken, Hals und Oberbrust besitzen einen schwachen purpurfarbenen Saum. Die Unterbrust ist grün, der Bauch orangerot und der Flügelbug gelb. Der Schnabel ist hornfarben, die Iris braun. Unterarten sind nicht bekannt.

## Verbreitung, Lebensraum und Lebensweise
Das Verbreitungsgebiet beschränkt sich auf Teile der Sierra Nevada de Santa Marta in Kolumbien. Dort ist er auf die feuchten, unberührten oder wenig gestörten Bergwälder in Höhenstufen zwischen 2000 m und 3200 m beschränkt.
Die Sittiche scheinen vor allem paarweise oder in kleinen Gruppen zu leben. Über die Ernährung ist wenig bekannt, die Früchte von Epiphyten, Blüten und Samen von Cordioideae sowie sechs Baumarten sind als Nahrung ebenso belegt wie Besuche in Brombeerpflanzungen.

## Gefährdung, Schutzbemühungen
Der Santa-Marta-Rotschwanzsittich ist global und national als gefährdet eingestuft. Grundlage der Beurteilung ist das extrem begrenzte Verbreitungsgebiet, seine Habitatpräferenzen und der hohe Druck auf die verbliebenen ursprünglichen Ökosysteme in der Region.
Für den langfristigen Schutz wird ausschlaggebend sein, speziell die indianische Bevölkerung über den Gefährdungsgrad der endemischen Spezies zu informieren und die Dringlichkeit von Naturschutzkonzepten zu vermitteln. Im abgelegenen Verbreitungsgebiet mangelt es auch aufgrund von Drogenanbau an staatlichen Kontrollen.

## Etymologie und Forschungsgeschichte
Melbourne Armstrong Carriker, Jr. sammelte das Typusexemplar am 27. Juli 1911 bei Cuchillo de San Lorenzo in der Sierra Nevada de Santa Marta. Walter Edmond Clyde Todd beschrieb die Art unter dem heutigen Namen Pyrrhura viridicata. „Pyrrhura“ ist ein Wortgebilde aus den griechischen Worten „pyrrhos πυρρος“ für „feuerfarben, rot“ und „-ouris -ouros“ für „-schwänzig“. Das Artepitheton „viridicata“ leitet sich vom lateinischen Wort „viridicatus“ für „grün“ ab.